# Liste des navires de la Marina Militare
Cette liste des navires de la marine militaire italienne' inclut les bâtiments en service en 2022.

## Sous-marins
| Classe          | Numéro          | Nom                           | Déplacement     | Admis au service |                 | Notes                                                                          |
| Sous-marins (8) | Sous-marins (8) | Sous-marins (8)               | Sous-marins (8) | Sous-marins (8)  | Sous-marins (8) | Sous-marins (8)                                                                |
| --------------- | --------------- | ----------------------------- | --------------- | ---------------- | --------------- | ------------------------------------------------------------------------------ |
| Todaro          | S 526           | Salvatore Todaro              | 1 830 t         | 2006             |                 |                                                                                |
| Todaro          | S 527           | Scirè                         | 1 830 t         | 2007             |                 |                                                                                |
| Todaro          | S 528           | Pietro Venuti                 | 1 830 t         | 2016             |                 |                                                                                |
| Todaro          | S 529           | Romeo Romei                   | 1 830 t         | 2017             |                 |                                                                                |
| Sauro           | S 522           | Salvatore Pelosi              | 1 660 t         | 1988             |                 | La classe sera remplacée par quatre U212NFS à partir de la fin des années 2020 |
| Sauro           | S 523           | Giuliano Prini                | 1 660 t         | 1989             |                 | La classe sera remplacée par quatre U212NFS à partir de la fin des années 2020 |
| Sauro           | S 524           | Primo Longobardo              | 1 860 t         | 1993             |                 | La classe sera remplacée par quatre U212NFS à partir de la fin des années 2020 |
| Sauro           | S 525           | Gianfranco Gazzana Priaroggia | 1 860 t         | 1995             |                 | La classe sera remplacée par quatre U212NFS à partir de la fin des années 2020 |

## Bâtiments amphibies
| Classe                            | Numéro                                   | Nom                | Déplacement        | Admis au service                    |                    | Notes                         |
| Porte-aéronefs (2)                | Porte-aéronefs (2)                       | Porte-aéronefs (2) | Porte-aéronefs (2) | Porte-aéronefs (2)                  | Porte-aéronefs (2) | Porte-aéronefs (2)            |
| --------------------------------- | ---------------------------------------- | ------------------ | ------------------ | ----------------------------------- | ------------------ | ----------------------------- |
| Trieste                           | L9890                                    | Trieste            | 38 000 t           | Entré en service le 7 décembre 2024 |                    |                               |
| Cavour                            | 550                                      | Cavour             | 30 000 t           | 2009                                |                    |                               |
| Navires d'assaut amphibie (3)     |                                          |                    |                    |                                     |                    |                               |
| San Giorgio                       | L 9892                                   | San Giorgio        | 8 000 t            | 1988                                |                    |                               |
| San Giorgio                       | L 9893                                   | San Marco          | 8 000 t            | 1988                                |                    |                               |
| San Giorgio                       | L 9894                                   | San Giusto         | 8 000 t            | 1994                                |                    |                               |
| Embarcations de débarquement (30) |                                          |                    |                    |                                     |                    |                               |
| LC23                              |                                          |                    | 155 t              | 2021                                |                    | LCM + 3 autres prévus en 2022 |
| MTM C828                          | LCM 62                                   |                    | 75 t               | 2010                                |                    | LCM                           |
| MTM C828                          | LCM 63                                   |                    | 75 t               | 2010                                |                    | LCM                           |
| MTM C828                          | LCM 64                                   |                    | 75 t               | 2010                                |                    | LCM                           |
| MTM C828                          | LCM 65                                   |                    | 75 t               | 2010                                |                    | LCM                           |
| MTM C828                          | LCM 66                                   |                    | 75 t               | 2010                                |                    | LCM                           |
| MTM C828                          | LCM 67                                   |                    | 75 t               | 2012                                |                    | LCM                           |
| MTM C828                          | LCM 68                                   |                    | 75 t               | 2012                                |                    | LCM                           |
| MTM C828                          | LCM 69                                   |                    | 75 t               | 2012                                |                    | LCM                           |
| MTM C828                          | LCM 70                                   |                    | 75 t               | 2012                                |                    | LCM                           |
| MTP96                             | MDN94/MDN104 MDN108/MDN109 MDN114/MDN120 | 20 unités          | 14 t               | 1996-2002                           |                    | LCVP                          |

## Bâtiments de combat de surface
| Classe             | Numéro        | Nom                       | Déplacement   | Admis au service |               | Notes                                                  |
| Frégates (16)      | Frégates (16) | Frégates (16)             | Frégates (16) | Frégates (16)    | Frégates (16) | Frégates (16)                                          |
| ------------------ | ------------- | ------------------------- | ------------- | ---------------- | ------------- | ------------------------------------------------------ |
| Horizon            | D 553         | Andrea Doria              | 7 050 t       | 2007             |               |                                                        |
| Horizon            | D 554         | Caio Duilio               | 7 050 t       | 2009             |               |                                                        |
| Durand de la Penne | D 560         | Luigi Durand de la Penne  | 5 400 t       | 1993             |               | Sera à la retraite en 2026.                            |
| FREMM              | F 590         | Carlo Bergamini           | 6 900 t       | 2013             |               | +2 nouveaux FREMM EVO sont en construction             |
| FREMM              | F 591         | Virginio Fasan            | 6 900 t       | 2013             |               | +2 nouveaux FREMM EVO sont en construction             |
| FREMM              | F 592         | Carlo Margottini          | 6 900 t       | 2014             |               | +2 nouveaux FREMM EVO sont en construction             |
| FREMM              | F 593         | Carabiniere               | 6 900 t       | 2015             |               | +2 nouveaux FREMM EVO sont en construction             |
| FREMM              | F 594         | Alpino                    | 6 900 t       | 2016             |               | +2 nouveaux FREMM EVO sont en construction             |
| FREMM              | F 595         | Luigi Rizzo               | 6 900 t       | 2017             |               | +2 nouveaux FREMM EVO sont en construction             |
| FREMM              | F 596         | Federico Martinengo       | 6 900 t       | 2018             |               | +2 nouveaux FREMM EVO sont en construction             |
| FREMM              | F 597         | Antonio Marceglia         | 6 900 t       | 2019             |               | +2 nouveaux FREMM EVO sont en construction             |
| FREMM              | F 598         | Spartaco Schergat         | 6 900 t       | 2025             |               | +2 nouveaux FREMM EVO sont en construction             |
| FREMM              | F 599         | Emilio Bianchi            | 6 900 t       | 2025             |               | +2 nouveaux FREMM EVO sont en construction             |
| Thaon di Revel     | P 430         | Paolo Thaon di Revel      | 5 830 t       | 2021             |               | 3 en construction                                      |
| Thaon di Revel     | P 431         | Francesco Morosini        | 5 830 t       | 2022             |               | 3 en construction                                      |
| Thaon di Revel     | P 432         | Raimondo Montecuccoli     | 5 880 t       | 2022             |               | 3 en construction                                      |
| Thaon di Revel     | P 434         | Giovanni dalle Bande Nere | 6 270 t       | 2024             |               | 3 en construction                                      |
| Patrouilleurs (13) |               |                           |               |                  |               |                                                        |
| Comandanti         | P 490         | Comandante Cigala Fulgosi | 1 520 t       | 2004             |               |                                                        |
| Comandanti         | P 491         | Comandante Borsini        | 1 520 t       | 2004             |               |                                                        |
| Comandanti         | P 492         | Comandante Bettica        | 1 520 t       | 2004             |               |                                                        |
| Comandanti         | P 493         | Comandante Foscari        | 1 520 t       | 2004             |               |                                                        |
| Sirio              | P 409         | Sirio                     | 1 549 t       | 2003             |               | doivent être remplacés par l' European Patrol Corvette |
| Sirio              | P 410         | Orione                    | 1 549 t       | 2003             |               | doivent être remplacés par l' European Patrol Corvette |
| Cassiopea          | P 401         | Cassiopea                 | 1 499 t       | 1989             |               | sera à la retraite en 2028-2030                        |
| Cassiopea          | P 403         | Spica                     | 1 499 t       | 1991             |               | sera à la retraite en 2028-2030                        |
| Cassiopea          | P 404         | Vega                      | 1 499 t       | 1992             |               | sera à la retraite en 2028-2030                        |
| Esploratore        | P 405         | Esploratore               | 211 t         | 1997             |               |                                                        |
| Esploratore        | P 406         | Sentinella                | 211 t         | 1998             |               |                                                        |
| Esploratore        | P 407         | Vedetta                   | 211 t         | 1999             |               |                                                        |
| Esploratore        | P 408         | Staffetta                 | 211 t         | 2005             |               |                                                        |
| Cabrini            | P 420         | Angelo Cabrini            | 190 t         | 2019             |               |                                                        |
| Cabrini            | P 421         | Tullio Tedeschi           | 190 t         | 2020             |               |                                                        |

## Chasseurs de mines
| Classe                 | Numéro                 | Nom                    | Déplacement            | Admis au service       |                        | Notes                  |
| Chasseur de mines (10) | Chasseur de mines (10) | Chasseur de mines (10) | Chasseur de mines (10) | Chasseur de mines (10) | Chasseur de mines (10) | Chasseur de mines (10) |
| ---------------------- | ---------------------- | ---------------------- | ---------------------- | ---------------------- | ---------------------- | ---------------------- |
| Lerici                 | M 5552                 | Milazzo                | 635 t                  | 1985                   |                        |                        |
| Lerici                 | M 5553                 | Vieste                 | 635 t                  | 1985                   |                        |                        |
| Gaeta                  | M 5554                 | Gaeta                  | 700 t                  | 1992                   |                        |                        |
| Gaeta                  | M 5555                 | Termoli                | 700 t                  | 1992                   |                        |                        |
| Gaeta                  | M 5556                 | Alghero                | 700 t                  | 1993                   |                        |                        |
| Gaeta                  | M 5557                 | Numana                 | 700 t                  | 1993                   |                        |                        |
| Gaeta                  | M 5558                 | Crotone                | 700 t                  | 1994                   |                        |                        |
| Gaeta                  | M 5559                 | Viareggio              | 700 t                  | 1994                   |                        |                        |
| Gaeta                  | M 5560                 | Chioggia               | 700 t                  | 1996                   |                        |                        |
| Gaeta                  | M 5561                 | Rimini                 | 700 t                  | 1996                   |                        |                        |

## Navires auxiliaires
| Classe                                | Numéro                  | Nom                     | Déplacement             | Admis au service        |                         | Notes                                                    |
| Navires auxiliaires (3)               | Navires auxiliaires (3) | Navires auxiliaires (3) | Navires auxiliaires (3) | Navires auxiliaires (3) | Navires auxiliaires (3) | Navires auxiliaires (3)                                  |
| ------------------------------------- | ----------------------- | ----------------------- | ----------------------- | ----------------------- | ----------------------- | -------------------------------------------------------- |
| Vulcano                               | A 5335                  | Vulcano                 | 27 200 t                | 2022                    |                         | Navire ravitailleur + 1 navire prévu                     |
| Etna                                  | A 5326                  | Etna                    | 13 400 t                | 1998                    |                         | Navire ravitailleur                                      |
| Stromboli                             | A 5327                  | Stromboli               | 9 100 t                 | 1975                    |                         | Navire ravitailleur remplacés par 2 Vulcano en 2022/2025 |
| Renseignements électromagnétiques (1) |                         |                         |                         |                         |                         |                                                          |
| Elettra                               | A 5340                  | Elettra                 | 3 180 t                 | 2003                    |                         | Navire collecteur de renseignements                      |
| Navires de sauvetage (1)              |                         |                         |                         |                         |                         |                                                          |
| Anteo                                 | A 5309                  | Anteo                   | 3 870 t                 | 1980                    |                         | Navire de sauvetage de sous-marin                        |
| Navires de recherche (7)              |                         |                         |                         |                         |                         |                                                          |
| Magnaghi                              | A 5303                  | Magnaghi                | 1 740t                  | 1975                    |                         | Navire océanographique                                   |
| Ninfe                                 | A 5304                  | Aretusa                 | 415 t                   | 2002                    |                         | Navire océanographique                                   |
| Ninfe                                 | A 5308                  | Galatea                 | 415 t                   | 2002                    |                         | Navire océanographique                                   |
| Alliance                              | A 5345                  | Alliance                | 3 180 t                 | 1988/2016               |                         | Navire océanographique cédé par l'OTAN                   |
| Leonardo                              | A 5301                  | Leonardo                | 430 t                   | 2002/2009               |                         | Navire océanographique cédé par l'OTAN                   |
| Rossetti                              | A 5315                  | Raffaele Rossetti       | 330 t                   | 1986                    |                         | Navire océanographique                                   |
| Rossetti                              | A 5320                  | Vincenzo Martellotta    | 330 t                   | 1989                    |                         | Navire océanographique                                   |
| Voilier-école (7)                     |                         |                         |                         |                         |                         |                                                          |
| Amerigo Vespucci                      | A 5312                  | Amerigo Vespucci        | 4 150 t                 | 1931                    |                         | Navire-école Trois-mâts carré                            |
| Palinuro                              | A 5311                  | Palinuro                | 1 340 t                 | 1934/1951               |                         | Navire-école Trois-mâts goélette                         |
| Orsa Maggiore                         | A 5323                  | Orsa Maggiore           | 80 t                    | 1995                    |                         | Navire-école Ketch                                       |
| Caroly                                | A 5302                  | Caroly                  | 56 t                    | 1948/1983               |                         | Navire-école Yawl                                        |
| Capricia                              | A 5322                  | Capricia                | 49 t                    | 1963/1993               |                         | Navire-école Yawl                                        |
| Stella Polare                         | A 5313                  | Stella Polare           | 47 t                    | 1965                    |                         | Navire-école Yawl                                        |
| Corsaro                               | A 5316                  | Corsaro II              | 47 t                    | 1961                    |                         | Navire-école Yawl                                        |

- Classe Ciclope remorqueurs de haute mer 660 t
  - Ciclope (A 5319) 1986
  - Gigante (A 5328) 1986
  - Polifemo (A 5325) 1988
  - Titano (A 5324) 1988
  - Saturno (A 5330) 1987
  - Tenace (A 5367) 1987
- Classe Ercole remorqueur 540 t
  - Ercole (Y 430) 2002/2014
- Classe Porto remorqueurs 412 t
  - Porto Fossone (Y 415) 1985
  - Porto Torres (Y 416) 1991
  - Porto Corsini (Y 417) 1985
  - Porto Empedocle (Y 421) 1985
  - Porto Pisano (Y 422) 1985
  - Porto Conte (Y 423) 1985
  - Portoferraio (Y 425) 1985
  - Portovenere (Y 426) 1985
  - Porto Salvo (Y 428) 1985
- RP 113 remorqueurs 120 t
  - 2 navires (1980)
- RP 118 remorqueurs 85 t
  - 6 navires (1984)
- RP 101 remorqueurs 85 t
  - 10 navires (1972-1975)
- RP 125 remorqueurs 75 t
  - 10 navires (1983-1984)

## Source
- (it) Cet article est partiellement ou en totalité issu de l’article de Wikipédia en italien intitulé « Marina Militare » (voir la liste des auteurs).